# Поскотин, Адольф Фёдорович
Адо́льф Фёдорович Поско́тин (11 июля 1937, Иваново — 31 января 2015, Сочи, Краснодарский край) — советский футболист (защитник и полузащитник), советский и российский тренер.

## Карьера

### Клубная
С 1957 по 1958 год играл за ивановский «Текстильщик», провёл 46 матчей и забил 1 гол. С 1959 по 1962 год был в составе «Авангарда» из Симферополя. С 1963 по 1968 год выступал за харьковский «Металлист», в составе которого провёл 180 игр и забил 5 мячей в чемпионате и первенстве СССР, а также сыграл 3 матча в Кубке СССР.

### Тренерская
В 1973 году работал помощником главного тренера в «Металлисте», который впоследствии возглавил в 1976 году. В 1990 году входил в тренерский штаб «Кубани». В 1991 году снова стал помощником, на этот раз в сумском «Автомобилисте». В 1993 году возглавлял «Колос». С 1997 года работал помощником в «Кубани», которую затем в 1998 году на несколько месяцев возглавил. В 2003 году был исполняющим обязанности главного тренера в черкесском «Нарте».